# Mr. Natural (personnage)
Pour les articles homonymes, voir Mr. Natural.
Fred Natural, dit Mr. Natural, est un personnage de fiction créé par l'auteur de bande dessinée américain Robert Crumb.
Personnage phare du comics underground, Mr. Natural était l'une des incarnations graphique du mouvement hippie.
Vieux gourou jovial, un brin lubrique et cynique à la longue barbe blanche et à la robe jaune informe, Mr. Natural est apparu pour la première fois dans le fanzine Yarrowstalks en 1967, et a notamment figuré au sommaire de Zap Comix (1968-1974), de deux comic books à son nom (1970-1971),de  The Village Voice (1976), Hup (1987-1992) et Mystic Funnies (1999-2002).
Les récits où ils figurent ont été traduits en français dans Actuel_(magazine) dès 1970, ont fait l'objet de deux recueils aux Éditions du Fromage à la fin de la décennie et chez Cornélius en 2015.